# جوزف بوگوسکی
جوزف بوگوسکی (انگلیسی: Józef Boguski; ۷ سپتامبر ۱۸۵۳ – ۱۸ آوریل ۱۹۳۳) شیمی‌دان، فیزیک‌دان، و آموزشگر اهل امپراتوری روسیه بود.

## زندگی
بوگوسکی به عنوان دستیار شیمی‌دان بزرگ روسی دیمیتری مندلیف در سن پیترز بورگ خدمت کرده بود، همچنین وی پسرعموی ماری کوری (برنده جوایز نوبل فیزیک و شیمی) می باشد.

## افتخارات
در سال ۱۹۲۶ دانشگاه کراکوف و پلی تکنیک ورشو دکترای افتخاری را به بوگوسکی اعطا کردند. در همان سال، وی همچنین عضو افتخاری انجمن شیمی لهستان شد.